# Sivatagi fülespacsirta
A sivatagi fülespacsirta (Eremophila bilopha) a madarak osztályának verébalakúak (Passeriformes) rendjébe és a pacsirtafélék (Alaudidae) családjába tartozó faj.

## Rendszerezése
A fajt Coenraad Jacob Temminck holland arisztokrata és zoológus írta le 1823-ban, az Alauda nembe Alauda bilopha néven.

## Előfordulása
Észak-Afrikában, Izraelben, Jordániában, Szaúd-Arábia északi részén és Irak nyugati részén költ.
Természetes élőhelyei a szubtrópusi és trópusi sivatagok, gyepek és cserjések. A faj nem folytat költöző életmódot, de egyes populációi télen délebbre vonulnak.

## Megjelenése
Testhossza 15 centiméter, testtömege 38-39 gramm. Más pacsirtafajoktól eltérően, jellegzetes megjelenésű, földön élő madár, hasonlít nemének másik, nagyobb fajára, a havasi fülespacsirtára. Tollazata a hátán többnyire vöröses barnásszürke, teste alsó felén halványabb, arca jellegzetes, fekete-fehér mintázatú. A hímek fején nyáron „fülek” láthatók, melyeknek a faj nevét köszönheti. A fiatal egyedek felül vöröses színűek, testük alsó része halvány. A kifejlett sivatagi fülespacsirta élénkebb vöröses színében, valamint a sárga arcmintázat hiányában különbözik a havasi fülespacsirtától. Hangja hasonló, de kevésbé fémes csengésű.
|  |  |

## Életmódja
Táplálékát magvak alkotják, melyeket a tenyészidőszakban rovarokkal egészít ki.

## Szaporodása
A talajon fészkel, fészekalja 2-4 tojásból áll.
|  |

## Természetvédelmi helyzete
Az elterjedési területe rendkívül nagy, egyedszáma ugyan csökken, de még nem éri el a kritikus szintet. A Természetvédelmi Világszövetség Vörös listáján nem fenyegetett fajként szerepel.